# Gałka (Beskid Sądecki)
Gałka (693 m) – szczyt w Paśmie Radziejowej w Beskidzie Sądeckim. Znajduje się w zakończeniu krótkiego grzbietu odchodzącego od Jaworzyny Wielkiej (947 m) w północnym kierunku do doliny Roztoczanki (Wielkiej Roztoki). Grzbiet ten opływany jest z zachodniej strony przez potok Magurne, ze wschodniej przez bezimienny potok – obydwa są dopływami Roztoczanki, która opływając Gałkę tworzy w tym miejscu duży łuk. Poniżej Gałki na drodze biegnącej dnem doliny Roztoczanki znajduje się skrzyżowanie dwóch szlaków turystycznych; niebieskiego z Rytra na Prehybę przez Wdżary Wyżne oraz gminnego żółtego, który w tym miejscu ma początek i biegnie doliną wzdłuż potoku po wschodniej stronie Gałki przez Jaworzynę i polanę Magorzycę na przełęcz Żłobki.
Gałka znajduje się w granicach wsi Roztoka Ryterska w województwie małopolskim, w powiecie nowosądeckim, w zachodniej części gminy Rytro.